# Ė
Ė, ė (E с точкой сверху) — буква расширенной латиницы, используемая в литовском и шайенском языках, а также в кёльнском диалекте немецкого языка и транскрипции реконструированного тюркского праязыка.

## Использование
В литовском языке Ė — девятая буква алфавита. Обозначает звук [eː]. Букву ввёл в обращение литовский духовный писатель XVII века Даниил Клейн. Пример: лит. kavinė («кавине») — «кофейня».
Также применяется в кёльнском диалекте немецкого языка: например, нем. ėnnsel — «остров».